# Aukje
Aukje ist ein weiblicher Vorname.

## Herkunft und Bedeutung
Aukje stammt aus dem Friesischen und ist eine weibliche Form zum nicht eindeutigen Vornamen Auke, dessen Bedeutung nicht geklärt ist.

## Verbreitung
Der Name Aukje ist in den Niederlanden vor allem in den Provinzen Groningen und Friesland verbreitet.